# Fagertjärnen, Hälsingland
Fagertjärnen är en sjö i Ljusdals kommun i Hälsingland och ingår i Ljusnans huvudavrinningsområde.